# Crotalaria johnstonii
Crotalaria johnstonii är en ärtväxtart som beskrevs av John Gilbert Baker. Crotalaria johnstonii ingår i släktet sunnhampor, och familjen ärtväxter. Inga underarter finns listade i Catalogue of Life.